# Flüeli-Ranft
Flüeli-Ranft es un pueblo suizo de la Comuna de Sachseln en el cantón de Obwalden. En ese lugar vivió el santo patrón de Suiza Nicolás de Flüe, conocido como Hermano Klaus, y es por lo tanto un lugar del peregrinaje.
El pueblo está situado a 730 metros sobre el nivel del mar por encima de la garganta Ranft, donde hay dos capillas en el borde del torrente Grosse Melchaa, así como una celda donde Nicolás de Flüe pasó retirado parte de su vida.
A tres kilómetros de distancia, se encuentra la tumba de San Nicolás de Flue, en la iglesia de San Teodule, en Sachseln. Durante casi cinco siglos, estos lugares han sido muy apreciados por peregrinos y fieles en busca de recursos espirituales o tranquilidad.
Además de la animada peregrinación en verano, Flüeli-Ranft es popular como punto de partida para practicar senderismo y ciclismo de montaña. Un objetivo es el Älggi-Alp centro geográfico de Suiza.
Entre Flüeli-Ranft y Kerns se halla el puente techado más alto de Europa, de 48 m de largo, que cruza la inhóspita garganta del río Grosse Melchaa en su recorrido desde Melchsee-Frutt hasta el lago de Sarnen, a una altura de 100 m.

## Geografía
Flüeli-Ranft se encuentra en una colina a 728 m sobre el nivel del mar, a la entrada del valle Melchtal. En el fondo de la aldea se alzan las montañas llamativas de Melchtal: el Widderfeldstock, el Nünalphorn y a 2676 m sobre el nivel el gran monte Huetstock. 
La localización en una meseta, protegida por una cresta rocosa al valle, da a la aldea un carácter especial. Esta roca vertical (en alemánico: Flue o Flüe) junto con el Ranft (un barranco en las afueras) dio nombre al lugar. La capilla de la aldea de San Borromeo en lo alto de la roca es visible desde lejos.

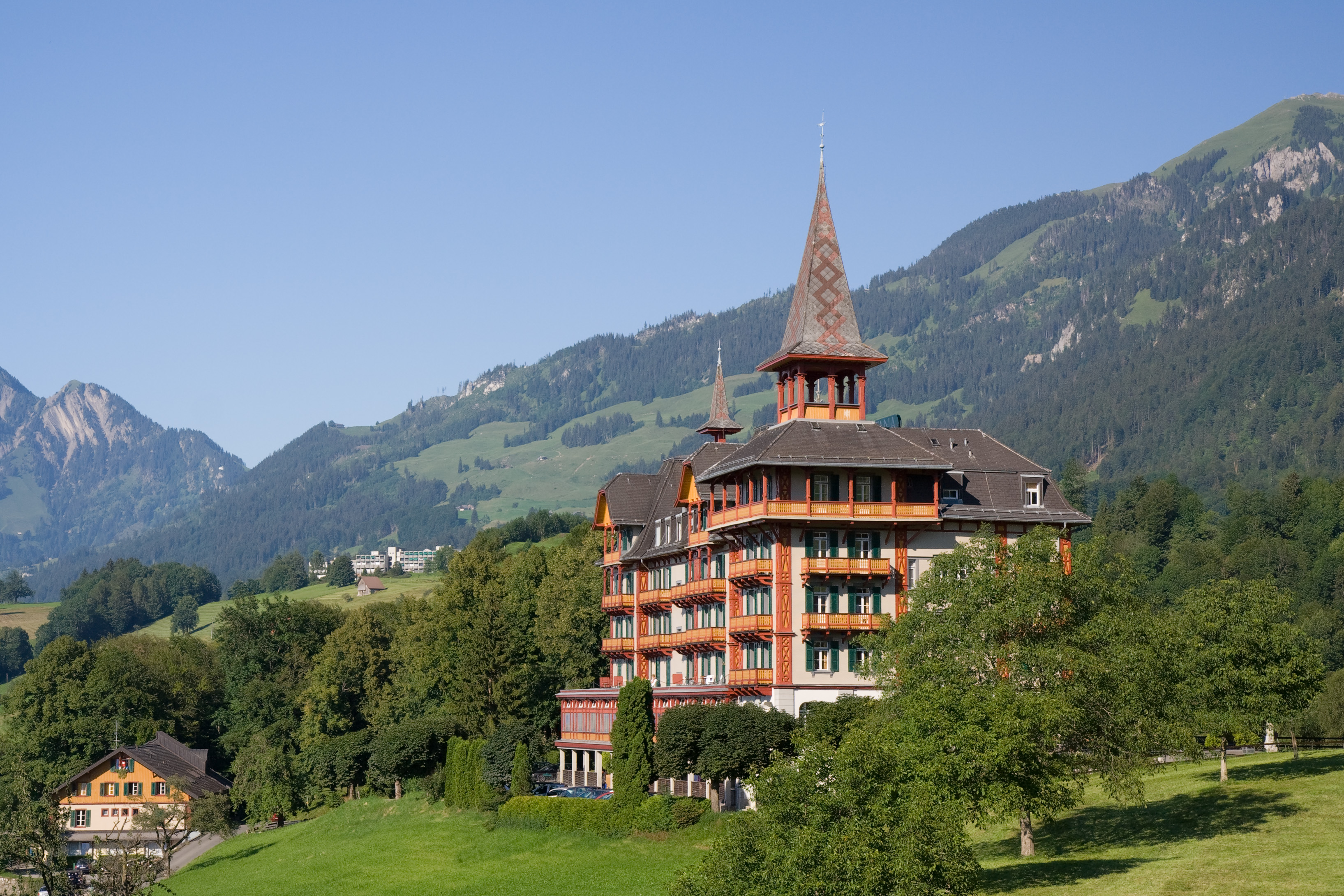
El Hotel Paxmontana, estilo Art Nouveau
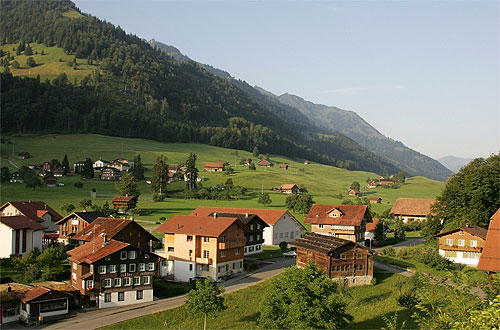
Vista desde la Capilla de Flüeli-Ranft
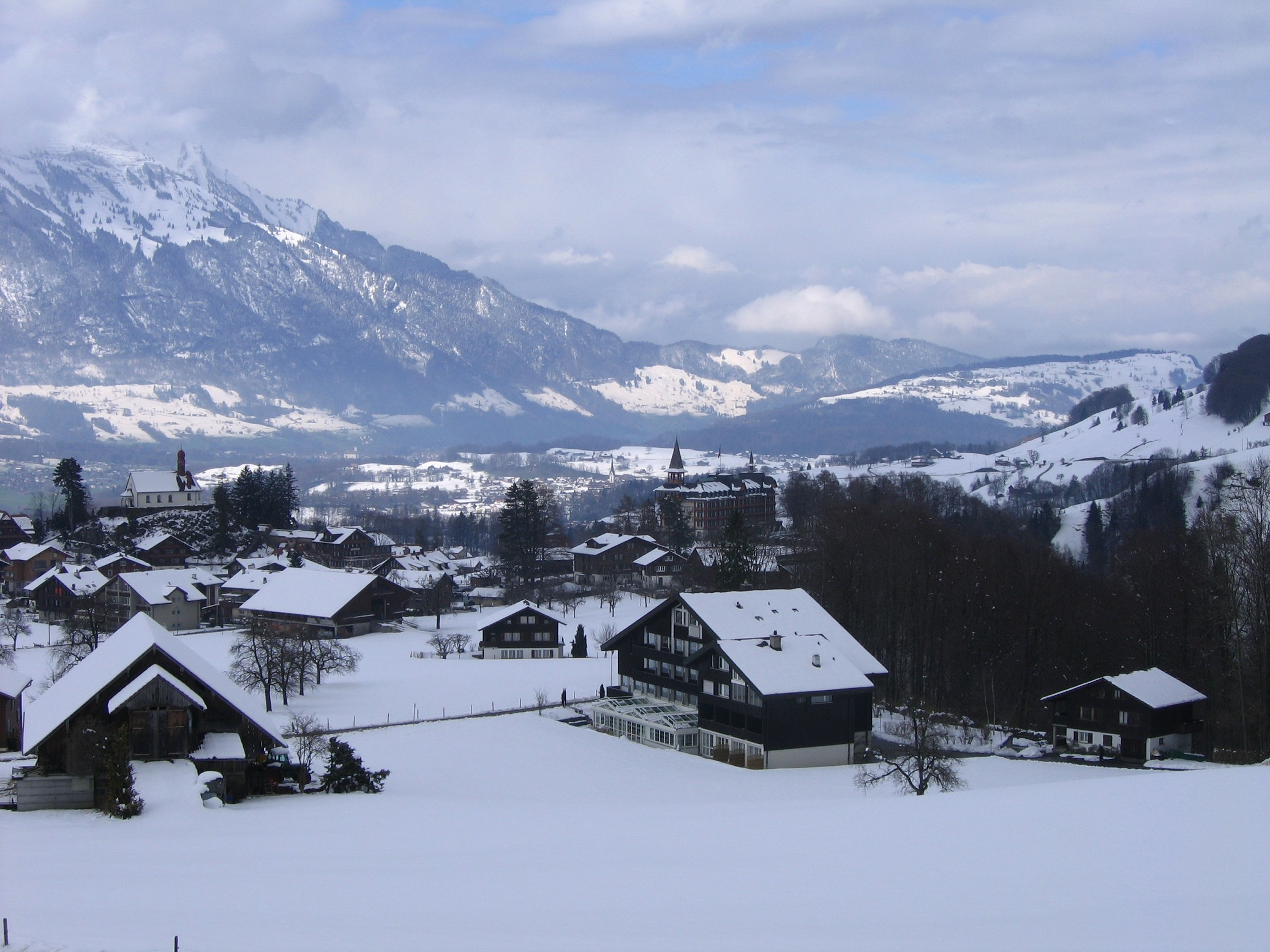
Vista de Flüeli-Ranft y el Monte Pilatus
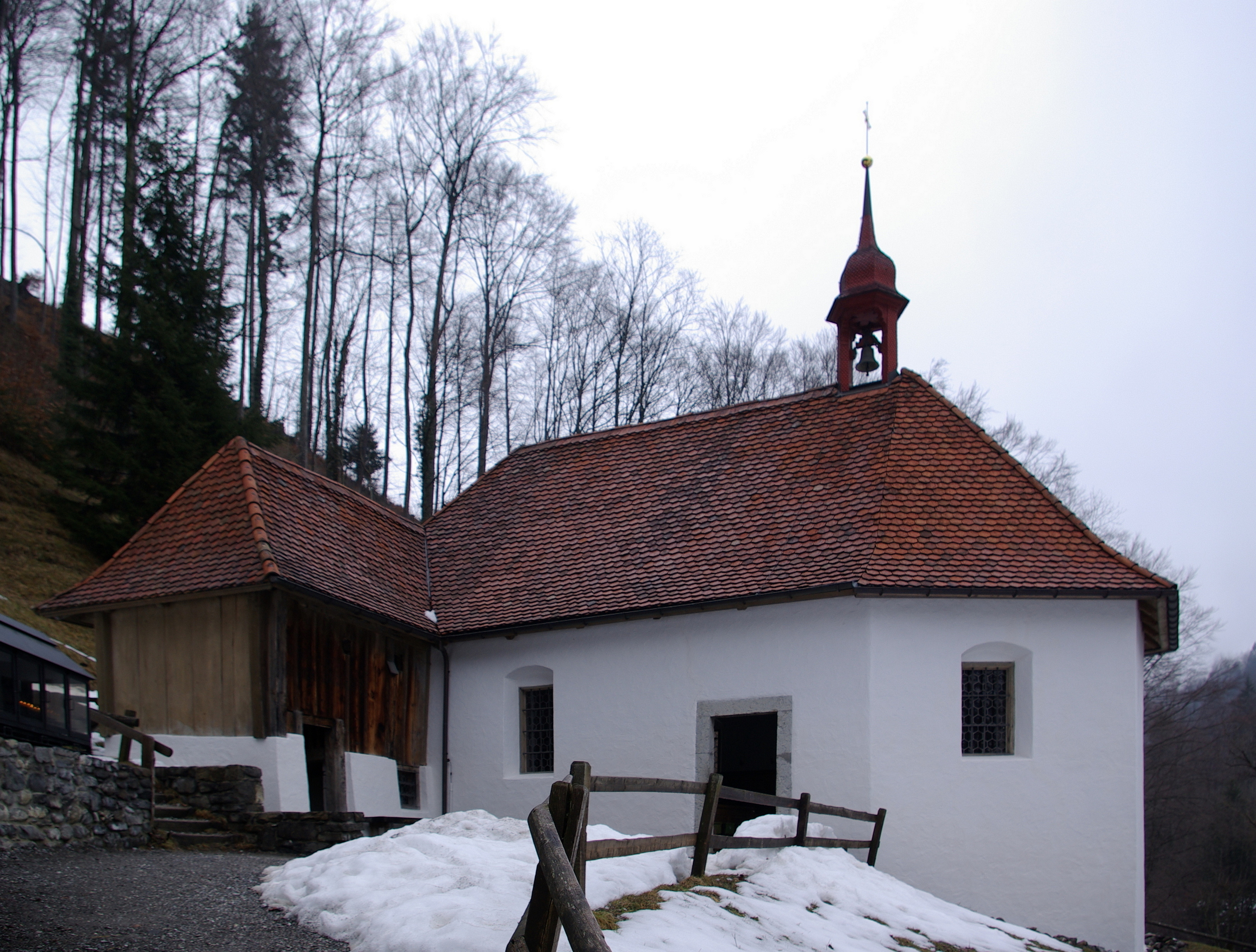
Capilla de San Borromeo y ermita de San Nicolás de Flüe
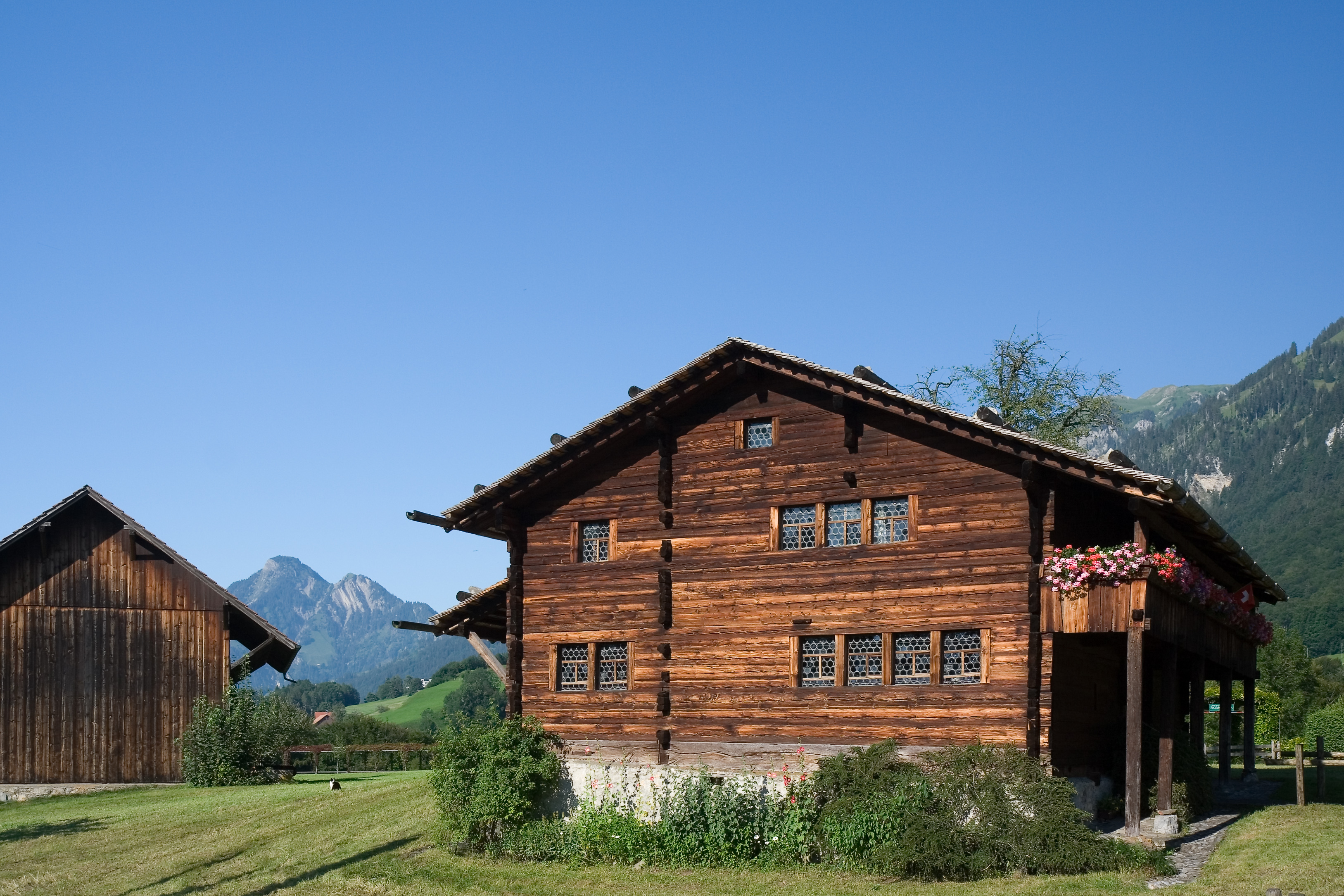
Casa de San Nicolás de Flüe
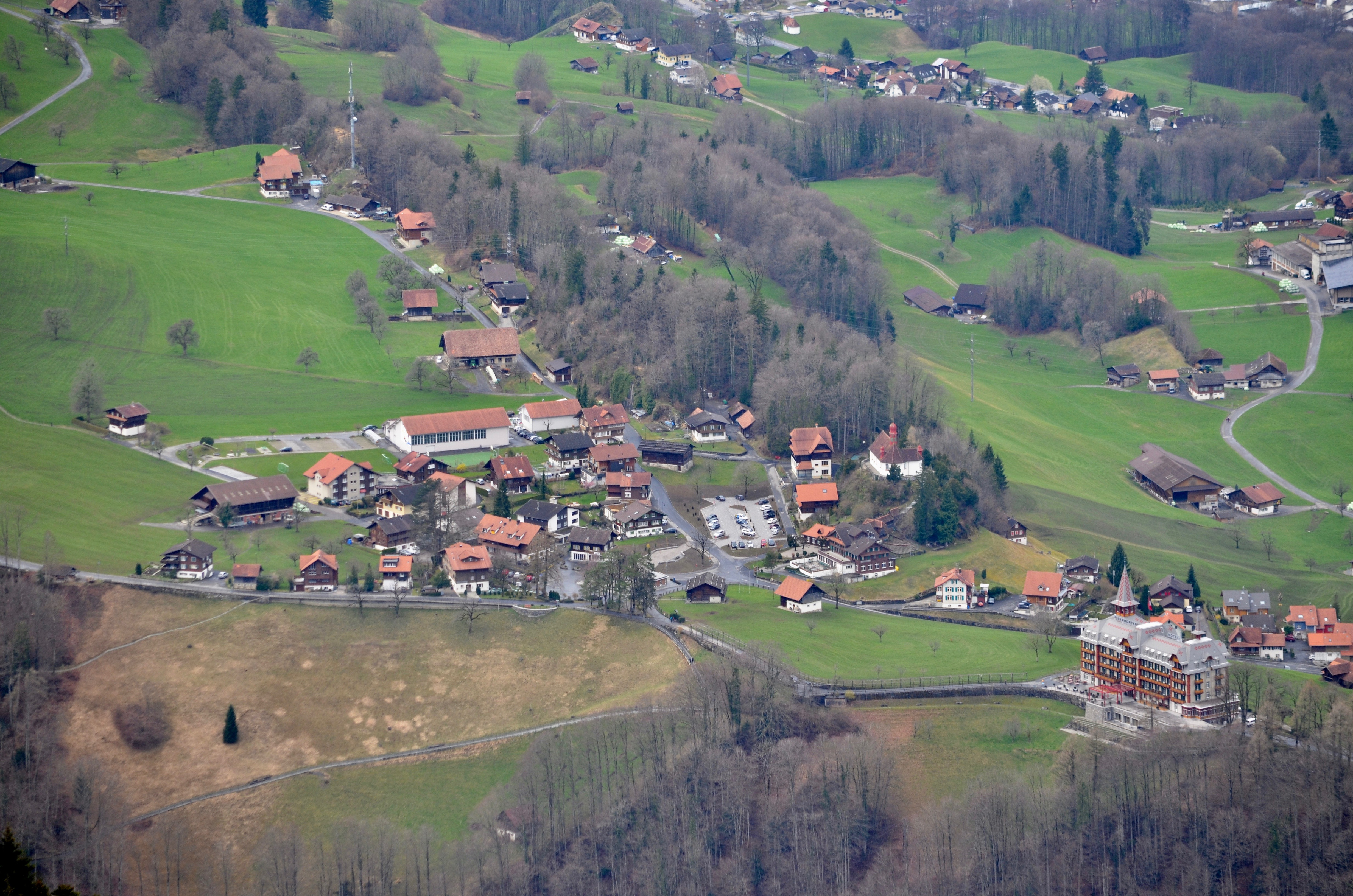
Flüeli-Ranft visto desde el este
El barranco Ranft, 1825